# أبو عبيدة المصري
أبو عبيدة المصري ( - ديسمبر 2007) هو قيادي في تنظيم القاعدة في باكستان.

## حياته
ولد في مصر، حصل على خبرة قتالية، تدرّب في أفغانستان والبوسنة والشيشان. يُعتقد أنه كان المسؤول عن أحد المقاطعات الخاضعة للقاعدة في أفغانستان، وفقًا لصحيفة نيويورك تايمز فإن أبا عبيدة المصري أصبح واحد من أهم قيادات القاعدة بعد مقتل أبي حمزة ربيعة في هجوم صاروخي في باكستان في 2005."
تشير تقاير أنه ساهم في تجنيد منفذي تفجيرات لندن في 7 يوليو 2005، كما كان يُخطط لعملية كبيرة لتفجير طائرات فوق المحيط الأطلسي في عام 2006، لكن تم إحباطها. حاولت قوات التحالف اغتياله في 2006. تعتقد حكومة الولايات المتحدة أن أبا عبيدة المصري توفي في ديسمبر 2007 في المناطق القبلية الخاضعة للإدارة الاتحادية في باكستان، ربما بسبب التهاب الكبد.

## وصلات خارجية
- "A look inside Al Qaeda" by Sebastian Rotella, April 2, 2008, The Los Angeles Times, retrieved April 9, 2008